# Южнотихоокеанская фондовая биржа
Южнотихоокеанская фондовая биржа — фондовая биржа в Суве, Фиджи.

## История
Биржа была образована в 1979 году как Сувская фондовая биржа, принадлежавшая Fiji Development Bank. В 1993 году список владельцев был расширен до 8 участников; некоторым финансовым институтам было позволено стать совладельцами биржи.
В 2000 году биржа была переименована в Южнотихоокеанскую фондовую биржу, тем самым обозначив своё стремление стать крупной региональной фондовой биржей.